# Plectrohyla pokomchi
Plectrohyla pokomchi es una especie de anfibios de la familia Hylidae.
Es endémica de las sierras del centro y este de Guatemala.
Sus hábitats naturales son los montanos secos y los ríos. Está amenazada de extinción por la destrucción de su hábitat natural.